# فرودگاه شهری لبنان-وارن
فرودگاه شهری لبنان-وارن (به انگلیسی: Lebanon-Warren County Airport) یک فرودگاه همگانی بهره‌برداری هوایی با کد یاتا none است که یک باند فرود آسفالت دارد و طول باند آن ۱۳۷۲ متر است. این فرودگاه در کشور ایالات متحده آمریکا قرار دارد و در ارتفاع ۲۷۴ متری از سطح دریا واقع شده است.